# 黑澤爾頓 (愛達荷州)
黑澤爾頓（英語：Hazelton）是一個位於美國愛達荷州傑羅姆縣的城市。

## 地理
黑澤爾頓的座標為42°35′41″N 114°08′12″W / 42.59472°N 114.13667°W，而該地的平均海拔高度為1242米（即4075英尺）。

## 人口
根據2010年美國人口普查的數據，黑澤爾頓的面積為0.96平方千米，當中陸地面積為0.93平方千米，而水域面積為0.03平方千米。當地共有人口753人，而人口密度為每平方千米784.38人。